# 桑德拉·舒马赫
桑德拉·舒马赫（德語：Sandra Schumacher，1966年12月25日—），德国前女子自行车运动员。她曾代表西德参加1984年夏季奥林匹克运动会自行车比赛，获得女子公路赛铜牌。